# Bound (jeu vidéo)
Pour les articles homonymes, voir Bound.
Bound est un jeu vidéo de plateforme développé par Santa Monica Studio et Plastic et édité par Sony Interactive Entertainment, sorti le 16 août 2016 sur PlayStation 4. Le jeu est compatible PlayStation VR.
Le jeu reçoit des critiques majoritairement positives pour son style artistique et son originalité, mais le gameplay est critiqué pour son manque de profondeur.

## Système de jeu
Le joueur contrôle une princesse et danseuse de ballet anonyme alors qu'elle se fraye un chemin à travers des environnements surréalistes et oniriques. Elle progresse dans un monde de plate-forme et fait face à des ennemis que sa danse lui permet de repousser.
Le jeu est conçu pour le joueur ne puisse pas tomber de certaines plates-formes. Les développeurs considèrent que la possibilité de tomber nuit à l'expérience de jeu en obligeant les joueurs à prêter plus d'attention aux jambes du personnage qu'au monde du jeu. Il existe tout de même des points où la princesse incarnée par le joueur peut tomber, mais elle réapparaît à proximité.

## Trame
Le jeu se déroule dans l'esprit d'une femme enceinte qui se perd dans ses souvenirs et son imagination en revisitant sa maison d'enfance. Dans ce monde rêvé, le personnage principal est une princesse qui suit les ordres de sa mère, la reine, pour vaincre un monstre qui détruit le monde. Selon le directeur créatif du jeu, « tout dans le jeu est une grande métaphore ». Certaines scènes dans le jeu sont des métaphores de la vraie vie.

## Développement
D'après Michal Staniszewski, directeur créatif de Bound, le développement du jeu dure trois ans et demi. Il déclare que le jeu est conçu pour être joué d'une traite, en une seule séance de jeu, et que trop se renseigner sur le jeu avant d'y jouer pourrait en gâcher l'expérience, en le comparant aux jeux Journey et Firewatch.
Le jeu est également inspiré du jeu vidéo de 2002 Ico. Le jeu s'adresse à un public de joueurs matures, intéressés par une expérience audiovisuelle dénuée d'étapes répétitives. Le jeu contient tout de même quelques difficultés, afin de ne pas être un simple simulateur de marche. Le jeu constitue une expérience courte, destinée aux joueurs adultes qui manquent de temps.
L'esthétique du jeu est largement inspirée de l'art moderne et de son développement depuis le début du XXe siècle. L'entreprise Tale of Tales est également citée comme une influence dans la conception du jeu, ainsi que dans l'art numérique de la scène démo.
L'idée d'un personnage principal dansant n'est pas présente au début du développement. C'est seulement après un an et demi de développement que les développeurs, déçus de la ressemblance des mouvements de la protagoniste avec un personnage de jeu classique, s'inspirent d'une vidéo d'une danse de jazz moderne pour changer ses mouvements en ceux d'une danseuse. La capture de mouvement est utilisée sur la danseuse Maria Udod, choisie en raison de son expérience à la fois dans le ballet et la danse contemporaine, afin d'enregistrer ses mouvements et de pouvoir les réutiliser. Michał Adam Góral joue le rôle de chorégraphe. Chaque animation du personnage est ainsi changée en pas de danse.
Les développeurs du jeu ont été obligés de sacrifier les effets visuels pour les performances, afin que le jeu ne s'exécute pas avec un flou cinétique ou des baisses du nombre d'images par seconde, en raison des limitations matérielles de la PlayStation 4. Grâce aux concessions effectuées, le jeu fonctionne à une fréquence stable de 60 images par seconde.
Le 13 octobre 2016, Plastic publié une mise à jour permettant la compatibilité PlayStation VR. Le 10 novembre 2016, la prise en charge de la PlayStation 4 Pro est ajoutée, et donc la résolution 4K et une densité de pixels accrue en mode VR.

## Accueil
Bound reçoit des critiques allant de mitigées à positives, avec une note globale de 71/100 sur Metacritic. Chris Carter de Destructoid note le jeu 60/100, affirmant que ses graphismes sont « magnifiques » et  « époustouflants », mais qualifiant les mouvements de « raides » et trouvant les combats trop facile, estimant que le jeu s'appuie trop sur l'aspect de plate-forme. Matt Peckham de Time le note 50/100, affirmant que même si le jeu est amusant à regarder, il est ennuyeux à jouer car il est trop facile à parcourir. Jim Sterling de The Jimquisition lui donne le même score, disant que, bien que beau, le jouer est un « tracas désordonné et obstructif » avec des commandes et des mouvements de caméra médiocres, qui ne parvient pas à choisir entre être un simulateur de marche ou un jeu de plates-formes et est plutôt un hybride des deux.
Justin Clark de GameSpot donne au jeu 70/100, affirmant que si son gameplay est « rudimentaire », cela est compensé par les détails graphiques du jeu, qualifiant chaque étape de « merveille cubiste » et l'idée d'un personnage principal dansant méritant des éloges et louant les « immenses quantités de contemplation et d'ambition dans tous les aspects sauf le gameplay ». Il affirme que « [le] décrier pour sa mécanique trop simpliste, c'est finalement manquer la forêt pour l'arbre », et que « Bound est une installation d'art numérique » dont le plein impact n'est évident que dans ses derniers instants.
Le jeu fait partie de la sélection du festival IndieCade de 2016.